# 普爾夸帕角
普爾夸帕角（英語：Pourquoi Pas Point）是南極洲的海岬，位於阿黛利地，是維克多灣入口處的西部，由法國探險隊繪入地圖，以該國探險船命名，現時由南極條約體系管理。

## 外部連結
- Pourquoi Pas Point image （页面存档备份，存于）

66°12′S 136°11′E / 66.200°S 136.183°E